# 皮圖馬卡區

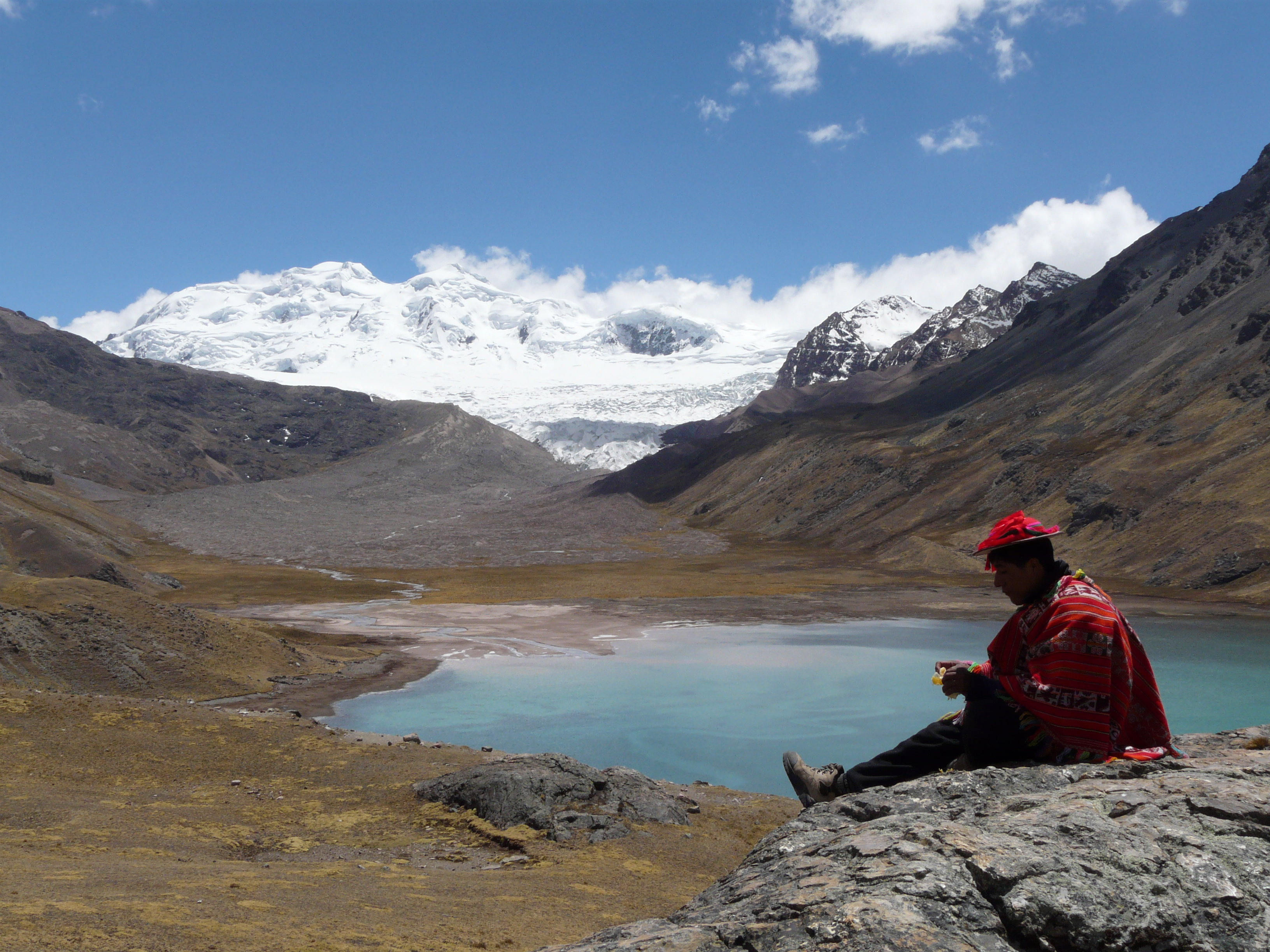

皮圖馬卡區（西班牙語：Distrito de Pitumarca），是秘魯的一個區，位於該國南部庫斯科大區的坎奇斯省，始建於1907年11月11日，面積1,117.54平方公里，海拔高度3,570米，2005年人口8,000，人口密度每平方公里7.2人。